# Bojszowy
Bojszowy (niem. Boischow) – wieś w Polsce, położona w województwie śląskim, w powiecie bieruńsko-lędzińskim, siedziba gminy Bojszowy, na Górnym Śląsku. Graniczy z gminą Oświęcim, Tychami i gminą Miedźna.

## Nazwa
W dokumencie sprzedaży dóbr pszczyńskich wystawionym przez Kazimierza II cieszyńskiego w języku czeskim we Frysztacie w dniu 21 lutego 1517 wieś została wymieniona jako Boyssowy. Następnie miejscowość leżała w północno-wschodniej części księstwa pszczyńskiego.
Nazwę miejscowości w zlatynizowanej staropolskiej formie Boyschow wymienia w latach 1470–1480 Jan Długosz w księdze Liber beneficiorum dioecesis Cracoviensis, a jako właściciela podaje Piroszka Bojszowskiego.

## Historia

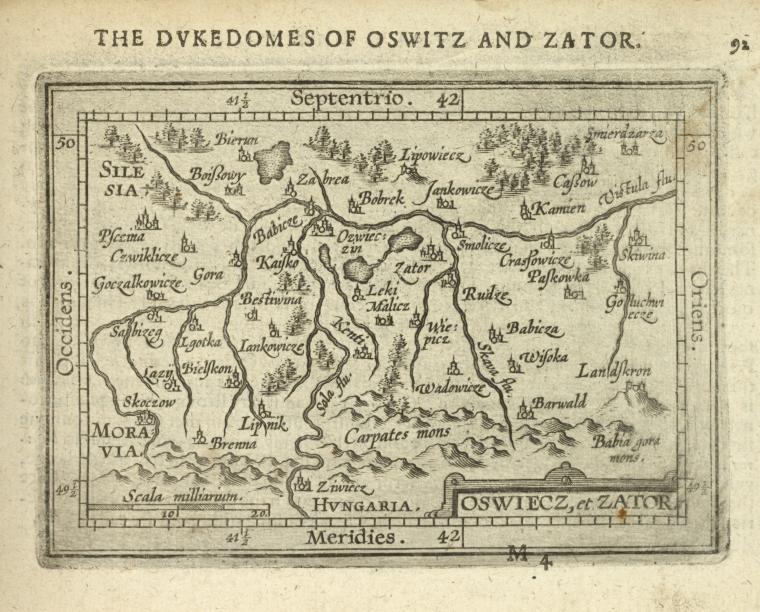
Bojszowy na mapie księstwa oświęcimskiego i zatorskiego – mapa Abrahama Orteliusa z 1603

W 1368 Bojszowy (wymienione jako Boyschow) zostały drogą wymiany przekazane przez Jana I Raciborskiego – księcia opawsko-raciborskiego rycerzowi Bierawie oraz jego małżonce Katarzynie, w zamian za wieś Leszczyny.
W XV wieku nastąpił trwały podział na Bojszowy Dolne i Górne. W 1765 w wyniku wojen śląskich Prus z Austrią miejscowość znalazła się w granicach państwa pruskiego, a w 1922 stały się częścią państwa polskiego.
W latach 1973–1977 miejscowość była częścią gminy Bojszowy (obejmującej 7 sołectw: Bojszowy, Jankowice, Jedlina, Międzyrzecze, Nowe Bojszowy, Studzienice i Świerczyniec). W latach 1977–1991 dzielnica Tychów. Od 2 kwietnia 1991 ponownie w reaktywowanej gminie Bojszowy (nie obejmującej już Jankowic i Studzienic).
W latach 1954–1972 wieś należała i była siedzibą władz gromady Bojszowy. W latach 1975–1998 miejscowość administracyjnie należała do województwa katowickiego.

## Religia
We wsi funkcjonuje rzymskokatolicka parafia Narodzenia św. Jana Chrzciciela.